# Israa al-Ghomgham
Israa al-Ghomgham, (en arabe إسراء الغمغام ou Israa al-Ghamgam), née le 10 janvier 1990, est une défenseuse des droits de l'homme saoudienne. Elle est particulièrement connue pour sa documentation sur les troubles de Qatif en 2017-2018.
Arrêtée, elle risque en septembre 2018 d'être condamnée à mort et devenir la première défenseuse des droits humains à être exécutée, le cas échéant par décapitation, en Arabie saoudite,, à la fin de l'audience finale prévue le 28 octobre 2018.
Le procureur saoudien demande le 6 août 2018 la peine de mort pour Israa al-Ghomgham et son mari. Des militants saoudiens déclarent qu'Israa al-Ghomgham serait la première femme à être condamnée à la peine capitale pour avoir fait campagne en faveur des droits humains en Arabie saoudite,.
Le 31 janvier 2019, les autorités saoudiennes abandonnent la réquisition du procureur visant à condamner Israa al-Ghomgham à mort,. Celle-ci est jugée au terme d'un procès non équitable et est condamnée en février 2021 à une peine de huit ans d'emprisonnement, comme le rapporte le Centre du Golfe pour les droits de l'homme (GCHR).

## Biographie

### Militantisme
Israa al-Ghomgham est particulièrement connue pour la documentation qu'elle établit sur les manifestations dans la province de l'Est, qui ont commencé en 2011-2012 pendant le printemps arabe, et qui continuent par des troubles dans la région de Qatif en 2017 et 2018.

### Arrestation
Israa Al-Ghomgham et son mari Moussa al-Hashem sont arrêtés à leur domicile vers le 6 ou le 8 décembre 2015, puis ils sont détenus tous les deux à la prison de Dammam al-Mabahith.
Les accusations portées à l'encontre de Israa al-Ghomgham et de son mari concernent les troubles de 2017-2018 à Qatif, dans la province orientale,. Selon Human Rights Watch, les accusations portent sur la participation à des manifestations, l'incitation à participer à des manifestations, le chant de slogans contre le régime, la tentative d'enflammer l'opinion publique, le tournage de manifestations, la publication sur les réseaux sociaux, l'utilisation de la photo d'une autre femme sur sa page Facebook et le soutien moral apporté aux émeutiers,. Human Rights Watch décrit ces accusations comme « ne ressemblant pas à des crimes reconnaissables »,.

### Début du procès
Le 6 août 2018, Israa al-Ghomgham comparaît devant le tribunal pénal spécialisé et le procureur y recommande la peine de mort, conformément au principe de la loi islamique du ta'zir qui permet à un juge de déterminer à la fois ce qui constitue un crime et la peine pour ce crime. Israa al-Ghomgham n'a accès à aucun avocat pendant les 32 premiers mois de sa détention. La dernière audience du tribunal, au cours de laquelle la peine de mort doit être prononcée ou annulée, est prévue pour le 28 octobre 2018. Si elle est prononcée, la peine de mort doit être confirmée ou rejetée par le roi Salmane ben Abdelaziz Al Saoud ; la décapitation ne serait effectuée qu'après la confirmation de la sentence par le roi.

### Réactions internationales
Shia Rights Watch sollicite le soutien international pour mettre fin à la condamnation à mort, arguant que cela créerait un précédent pour l'exécution d'autres Saoudiennes militant pour les droits des minorités religieuses. Sarah Whitson de Human Rights Watch déclare que « demander la peine de mort pour des militants comme Israa al-Ghomgham, qui ne sont même pas accusés de comportement violent, est monstrueux » et en contradiction avec les prétentions de réforme du gouvernement saoudien.
Ali Adubisi, de l'Organisation européenne saoudienne des droits de l'homme, qualifie cette condamnation de « dangereux précédent » pour l'exécution d'autres militants politiques non violents. Samah Hadid, directrice des campagnes pour le Moyen-Orient à Amnesty International, reconnaît que cette condamnation créerait un dangereux précédent qui "enverrait un message horrible selon lequel d'autres militants pourraient être ciblés de la même manière pour leurs manifestations pacifiques et leur militantisme en faveur des droits humains".
Un porte-parole d'Affaires mondiales Canada déclare à propos de la situation d'Israa al-Ghomgham que « le Canada défendra toujours la protection des droits de l'homme, y compris les droits des femmes et la liberté d'expression dans le monde », sans appeler cependant à la « libération immédiate » d'Israa al-Ghomgham. Un appel lancé par le Canada plus tôt en août 2018 en faveur de la « libération immédiate » des militantes avait été déclaré par le gouvernement saoudien comme un mobile de crise diplomatique et commerciale entre les deux pays.
Une vidéo de l'exécution de Laila Basim datant de 2015, prétendant être celle d'Israa al-Ghomgham, circule sur les réseaux sociaux en août 2018.

### Condamnation à huit ans de prison
Le 31 janvier 2019, les autorités saoudiennes renoncent aux réquisitions du procureur qui avait demandé la peine de mort contre Israa al-Ghomgham,. Celle-ci est condamnée en février 2021 à huit ans de prison. Le Centre du Golfe pour les droits de l'homme (GCHR) décrit le procès comme ayant été « un procès simulé qui ne respecte pas les normes internationales minimales en matière de procès équitable et de procédure régulière » et appelle à la libération immédiate et inconditionnelle d'Israa al-Ghomgham.